# Trichoglossus
Trichoglossus är ett fågelsläkte i familjen östpapegojor inom ordningen papegojfåglar. Numera omfattar släktet 22 arter:
- Mysklorikit (T. concinnus)
- Mindanaolorikit (T. johnstoniae)
- Irislorikit (T. iris)
- Praktlorikit (T. ornatus)
- Gulörad lorikit (T. meyeri)
- Burulorikit (T. flavoviridis)
- Blåstreckad lori (T. reticulatus)
- Blåörad lori (T. semilarvatus)
- Rödlori (T. borneus)
- Svartvingad lori (T. cyanogenius)
- Rödblå lori (T. histrio)
- Violetthalsad lori (T. squamatus)
- Pohnpeilorikit (T. rubiginosus)
- Gulvattrad lorikit (T. chlorolepidotus)
- Kokoslorikit (T. haematodus)
- Biaklorikit (T. rosenbergii)
- Regnbågslorikit (T. moluccanus)
- Orangehalsad lorikit (T. rubritorquis)
- Timorlorikit (T. euteles)
- Gulbröstad lorikit (T. capistratus)
- Floreslorikit (T. weberi)
- Rödbröstad lorikit (T. forsteni)

Tidigare omfattade släktet ett färre antal arter. Genetiska studier har dock kullkastat teorier om loriernas och lorikiternas interna släktskap, där flera arter i släktet visat sig stå närmare arter i andra släkten. Initialt lyftes arterna mindanaolorikit, praktlorikit, gulörad lorikit och burulorikit ut till det nyskapade släktet Saudareos tillsammans med irislorikit (traditionellt i Psitteuteles). Eftersom de olika kladerna av lorier och lorikiter är relativt unga inkluderades dock Saudareos sedermera i Trichoglossus, samtidigt som släktena Glossopsitta (mysklorikit) och Eos (blåstreckad till violetthalsad lori i listan ovan) införlivades.